# Miralem Pjanić
Miralem Pjanić (* 2. dubna 1990 Zvornik) je bosenský profesionální fotbalista, který hraje na pozici středního záložníka za klub Sharjah FC ze Spojených arabských emirátů a za bosenský národní tým. Má bosenské i lucemburské občanství. Účastník Mistrovství světa 2014 v Brazílii.

## Klubová kariéra
Jeho rodina se i s ním odstěhovala kvůli válce v Bosně a Hercegovině z vlasti do Lucemburska, kde Miralem začal s fotbalem. Ve svých 14 letech se stal hráčem francouzského klubu FC Metz (Méty) a rychle postupoval mládežnickými týmy. V 17 letech debutoval v A-mužstvu Mét (v sezóně 2007/08). Po úspěšné sezóně jej v červnu 2008 získal za 7,5 milionu eur (plus bonusy) popřední francouzský klub Olympique Lyon, který s ním podepsal pětiletou smlouvu. S Lyonem si zahrál i Ligu mistrů, v sezóně 2009/10 pomohl klubu k postupu do semifinále, kde Lyon vypadl s německým Bayernem Mnichov.
31. srpna 2011 před koncem letního přestupního období souhlasil s přestupem do italského klubu AS Řím. 18. října 2013 vstřelil dva góly v zápase s SSC Neapol a zařídil tak výhru 2:0. AS Řím tahal šňůru neporazitelnosti od začátku sezóny 2013/14.

### JUVENTUS
Po několika sezónách strávených v AS Řím se 13. června 2016 upsal italskému Juventusu na 5 let. Italský mistr za něj utratil přibližně 38 milionů eur.
V červnu 2020 přestoupil do španělské Barcelony za částku 60 milionů eur, v srpnu pak u něj byla potvrzena nákaza nemocí covid-19.

## Reprezentační kariéra

### Lucembursko
Miralem Pjanić byl členem lucemburských mládežnických výběrů, neboť v zemi vyrůstal. Zúčastnil se Mistrovství Evropy hráčů do 17 let 2006, které Lucembursko pořádalo (a mělo tak jistou účast). Zde mladí Lucemburčané skončili bez bodu na posledním čtvrtém místě základní skupiny A se záporným skóre 1:13. Jejich jediný gól vstřelil právě Pjanić v zápase se Španělskem (prohra 1:7). Ve stejném roce vstřelil 4 góly v utkání proti Belgii, které skončilo divokou remízou 5:5.

### Bosna a Hercegovina
Ačkoli se jej snažila získat Francie, Pjanić se rozhodl reprezentovat svou rodnou zemi, Bosnu a Hercegovinu. Nejprve působil v bosenském mládežnickém týmu U21 a po zisku občanství se mohl představit i v seniorské reprezentaci této balkánské země.
V bosenském reprezentačním A-mužstvu debutoval na domácím stadionu Bilino Polje v Zenici proti Bulharsku 20. srpna 2008, kde nastoupil v základní sestavě a odehrál celé střetnutí. Bosna a Hercegovina prohrála tento přátelský zápas 1:2.
6. září 2013 nastoupil opět na Bilino Polje v Zenici v kvalifikačním utkání na MS 2014 proti Slovensku, který Bosna prohrála 0:1. Šlo o první porážku bosenského týmu v tomto kvalifikačním cyklu. Nastoupil i v odvetném kvalifikačním zápase 10. září 2013 v Žilině, kde Bosna porazila Slovensko 2:1 a uchovala si naději na první místo v základní skupině G. Celkem v kvalifikaci na MS 2014 nastřílel 3 góly, čímž přispěl k historicky prvnímu postupu Bosny a Hercegoviny na mundial.
Zúčastnil se Mistrovství světa 2014 v Brazílii. Bosna obsadila se 3 body nepostupové třetí místo v základní skupině F, Pjanić vstřelil jednu branku v utkání proti Íránu (výhra 3:1).

## Styl hry
Je popisován jako klasický playmaker („špílmachr“) s velkou technickou kvalitou.

## Úspěchy

### Individuální
- Tým roku Serie A – 2015/16,[16] 2016/17,[17] 2017/18,[18] 2018/19[19]
- Sestava sezóny Ligy mistrů UEFA – 2016/17[20]

### Týmové

#### Al Sharjah Fc
2x Presidents Cup (2021/22, 2022/23)
1x Pro league cup (2022/23)(2022/23)

#### Barcelona
1x Copa del Rey (2020/21)

#### Beşiktaş
1x Turecký Superpohár (2021)

#### Juventus FC
4x Serie A (2016/2017, 2017/2018, 2018/2019, 2019/2020)
2x Coppa Italia (2016/2017, 2017/2018)
1x Supercoppa italiana 2016